# Rohrfeder (Messtechnik)

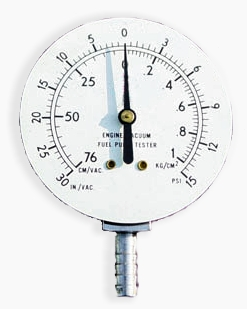
Vorderansicht eines Manometers mit doppelter Skala, außen amerikanische Druckeinheit PSI (Pound-force per square inch), innen deutsche Druckeinheit kg/cm², sowohl für Unter- als auch für Überdruck

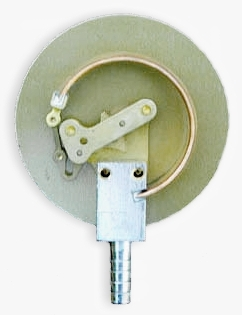
Zugehörige Innenansicht zum obigen Bild mit Bourdonfeder und Zeigerantrieb

Die Rohrfeder (auch Bourdonfeder, Bourdonrohr) ist ein Messglied zur Messung von Druckunterschieden. Es kommt in den meisten mechanischen Druckmessgeräten zur Anwendung. Rohrfedern werden auch in Druckschaltern sowie zur Temperaturmessung in Gasdruckthermometern und Thermostaten verwendet. Die Rohrfeder ist in der Regel ein geplättetes, kreis-, schnecken- oder schraubenförmig aufgewickeltes Metallrohr; diese Form der Rohrfeder wird nach ihrem Erstpatentierer auch Bourdonfeder genannt. Da dies die am häufigsten verwendete Form der Rohrfeder ist, wird der Begriff Bourdonfeder oft gleichbedeutend mit Rohrfeder verwendet.
Bei Druckbeaufschlagung strebt die Feder dazu, sich aufzubiegen. Die Wegänderung des Federendes wird über eine Zugstange auf ein Messwerk übertragen und in eine Drehung der Zeigerachse übersetzt. Der Effekt, der hierbei ausgenutzt wird, kann am einfachsten durch eine Luftrüssel-Tröte veranschaulicht werden.

## Geschichte
Das Prinzip der Druckmessung per Rohrfeder wurde 1845 von einem Eisenbahn-Ingenieur namens Rudolf Eduard Schinz zufällig entdeckt, als er versuchte, deformierte Rohre durch Druckbeaufschlagung zu richten. Darauf konstruierte er ein Manometer für Lokomotiven, das auf einer schraubenförmig gewickelten Rohrfeder mit elliptischen Querschnitt basierte. 1848 versuchte Schinz seine Konstruktion in Preußen patentieren zu lassen.
1848 patentierte der Pariser Instrumentenmacher Eugène Bourdon das Messprinzip, das auch heute noch, vor allem im angelsächsischen und französischen Sprachraum, unter seinem Namen bekannt ist. Im Jahr 1859 wurde das Patent Pat. US Nr. 9163 vom 3. August 1852 (ET) erfolgreich von Lucien Vidie, dem Erfinder der Aneroiddose angefochten und mit Hilfe seines Freundes und Patentanwalts Pierre Armand Lecomte niedergeschlagen.

## Anwendung und Ausführungen
Unter Rohrfedern werden Zug- und Druckfedern, Torsionsfedern sowie Biegefedern unterschieden. Unter die Zug- und Druckfedern fällt u. a. die Wellrohrfeder. Hierbei wird die Längenausdehnung eines dünnwandigen, auf einer Seite verschlossenen und auf der anderen Seite mit Druck beaufschlagten Wellrohres auf ein Messwerk übertragen. Torsions- oder Drallrohrfedern sind gerade, zu ovalen oder sternförmigen Querschnitt gepresste und in sich tordierte Rohre, die sich unter Druckeinwirkung abwickeln. Die Drehbewegung wird auf eine Zeigerachse übertragen. Während diese beiden Ausführungen technisch nur eine untergeordnete Rolle spielen, werden die gekrümmten Biegefedern (Bourdonfedern) in hohen Stückzahlen produziert und in Manometern, Gasdruckthermometern und Schaltgeräten eingesetzt. Bourdonfedern werden nach ihrer Wicklungsart in Kreisfedern (~ 0,6…60 bar), Schneckenfedern (~ 60…1000 bar) und Schraubenfedern (bis ~ 4000 bar) unterteilt. Die weitere Anpassung an verschiedene Messbereiche erfolgt durch Variation der Rohrwandstärke, der Rohrquerschnittsgeometrie und des Rohrfeder-Werkstoffs.
Rohrfedern werden meist aus metallischen Werkstoffen gefertigt. Da das Messmedium in die Rohrfeder vordringt, muss das verwendete Material beständig gegenüber dem Messmedium sein oder ein flüssigkeitsgefüllter Druckmittler verwendet werden. Meist kommen Messing, Cu- oder CuNi-Legierungen sowie Edelstahl oder unlegierter Stahl zum Einsatz. Für die Messung im Vakuum-Bereich bis ca. 10−6 bar werden spezielle Rohrfedern aus Quarzglas eingesetzt.
Alle Arten von Rohrfedern müssen so ausgelegt sein, dass sie im normalen Betrieb nicht in den Bereich der plastischen Verformung gelangen. Wird ein Manometer derart überlastet, wird sich der Zeiger bei Druckentlastung nicht mehr bis zum Skalennullpunkt bewegen.